# Kalebasse

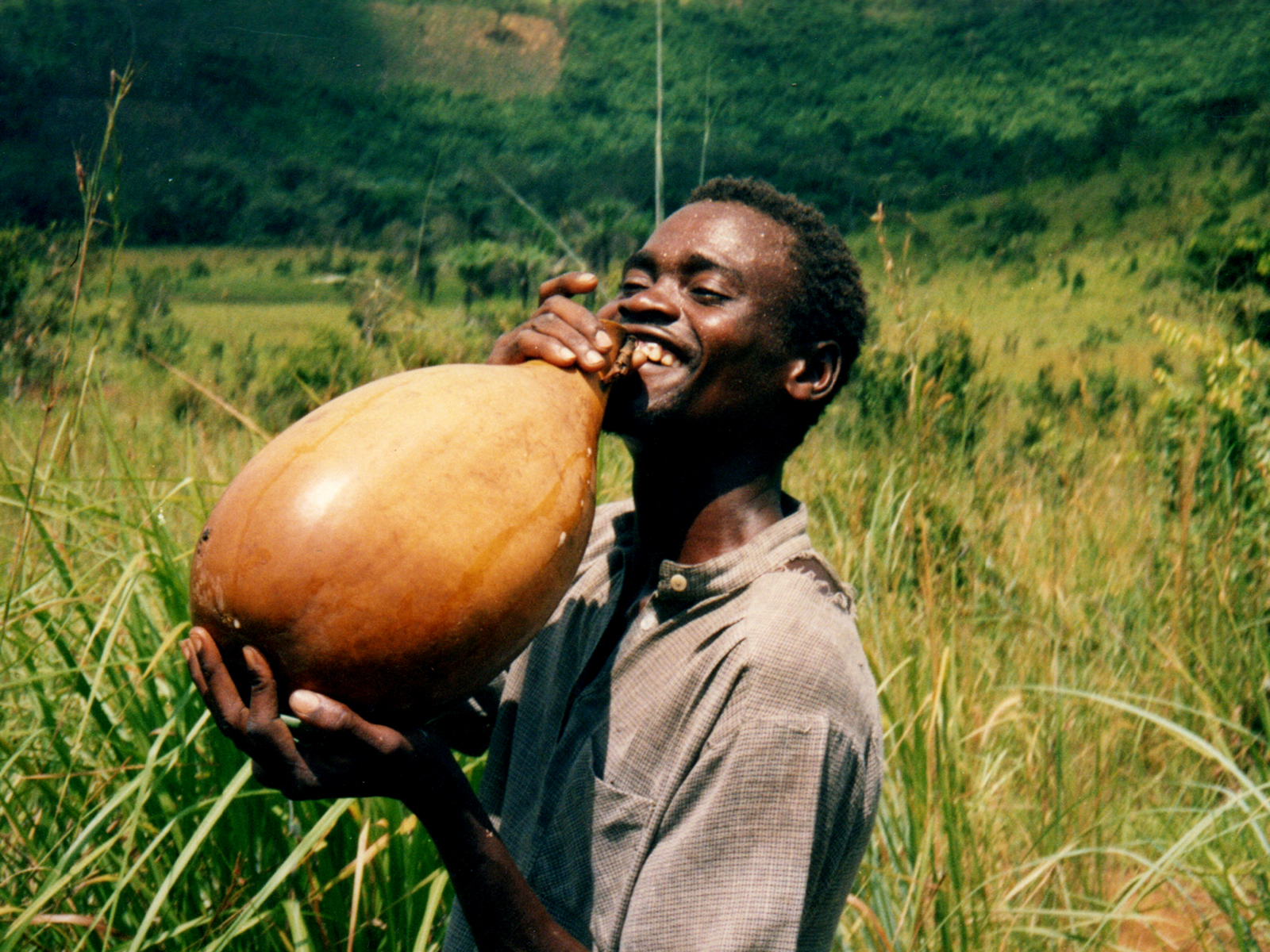
Mann aus der Provinz Bandundu, Demokratische Republik Kongo, trinkt aus einer Kalebasse

Eine Kalebasse, seltener Kalabasse, ist ein überwiegend zur Aufbewahrung und zum Transport von Flüssigkeiten bestimmtes Gefäß, das aus der ausgehöhlten und getrockneten Hülle des Flaschenkürbisses, der Kalebasse, hergestellt wird. Daneben dient der ausgehöhlte Kürbis auch als Resonanzkörper von Musikinstrumenten.
Dieser Kürbis gehört zu den ältesten Kulturpflanzen weltweit und ist in vielen Kulturen seit Urzeiten bekannt. Er gedeiht vor allem in tropischen und subtropischen Gebieten. In Mitteleuropa wurden vermutlich aus Afrika stammende Flaschenkürbissorten bereits vor den heute sehr verbreiteten amerikanischen Kürbissen kultiviert. Die Urform ist nicht mehr auffindbar, jedoch sind Samenfunde aus Südamerika und Thailand aus der Zeit um 6000 bis 12.000 v. Chr. bekannt.

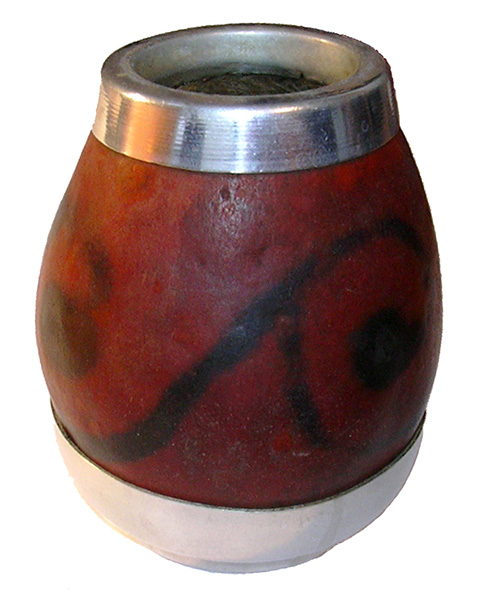
Kalebasse als Trinkgefäß

## Herstellung
Um die Früchte, genauer Beeren, der Flaschenkürbispflanze als Gefäß benutzen zu können, müssen die Kürbisse ausreifen und danach langsam luftgetrocknet werden. Dadurch bildet sich aus der sonst eher fleischigen Fruchthülle des Kürbisses eine harte, wasserundurchlässige und holzige Außenhaut, die durch Schnitzereien, Farb- oder Brandbemalungen und Kerbungen verziert werden kann.

## Verwendung
Eine kreisrunde Kalebasse steht in gefülltem Zustand stabil, solange die Füllhöhe unter dem Radius der Bodenkrümmung liegt. Bei vielen Kalebassen ist der Boden an der Stelle des Fruchtknotens flach gekrümmt, was für eine gewisse Standfestigkeit sorgt. Ansonsten werden die Gefäße mit Hilfe eines untergelegten Stoffrings aufgestellt oder an einer Schnur aufgehängt.
Im westlichen Kulturkreis wurde die Bedeutung der Kalebassen als Gefäß durch industriell gefertigte Behältnisse zurückgedrängt. In vielen tropischen Ländern werden aus den Früchten immer noch traditionelle und vollständig kompostierbare Gefäße hergestellt. 
Beispiele für den regional unterschiedlichen Gebrauch der getrockneten Früchte:

### Gefäße

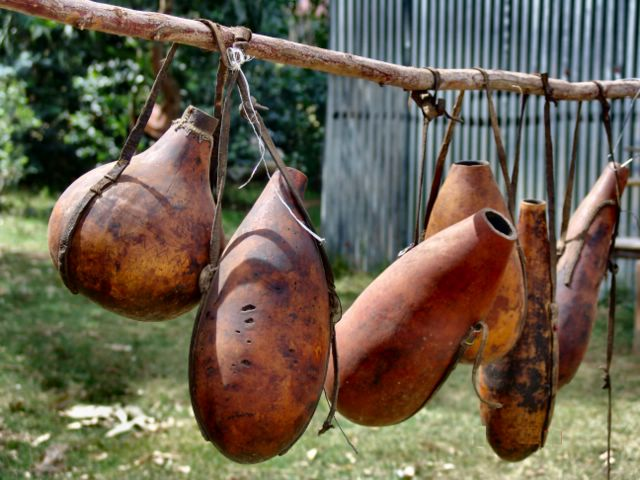
Kalebassen als Trink- und Aufbewahrungsgefäße

- Der in Südamerika als Volksgetränk beliebte Mate-Tee wird mit einer Bombilla aus einer Kalebasse konsumiert.
- In Mexiko verwendet der Tlachiquero, ein mit dem Einsammeln von Agavensaft für Pulque beschäftigter Landarbeiter, eine lange gerade Kalebasse (acocote) als Saugrohr.
- In Afrika werden heimische Biersorten wie Dolo in Burkina Faso, Pombe in Ostafrika und Merisa im Sudan üblicherweise in Kalebassen-Halbschalen ausgeschenkt. Dieser Brauch setzt sich auch als Trend in deutschen Lokalen durch, in denen das importierte Fruchtgebräu traditionell in Kalebassen serviert wird.
- Früher nutzte man lange, ausgehöhlte Flaschenkürbisse als Abschöpfgefäß für Weine und Ähnliches.
- Bei den ostafrikanischen Massai dienen Kalebassen zur Aufbewahrung von Wasser, Milch und dem ebenfalls als Nahrung dienenden Rinderblut. In ihrer Sprache Maa unterscheiden sie Kalebassen mit einer Reihe von Wörtern nach Größe und Verwendungszweck: oloti (für Milch), esingau, engoti, entipi und emala (meist für Sauermilch). Letztere ist mit drei bis vier Litern Fassungsvermögen die größte Kalebasse.[1]
- Vasen
- Trichter
- Aufbewahrungsgefäße (hohe Robustheit und Salzwasserfestigkeit)
- Weinheber (z. B. in Österreich und Ungarn)
- Medizingefäße in China

### Musikinstrumente

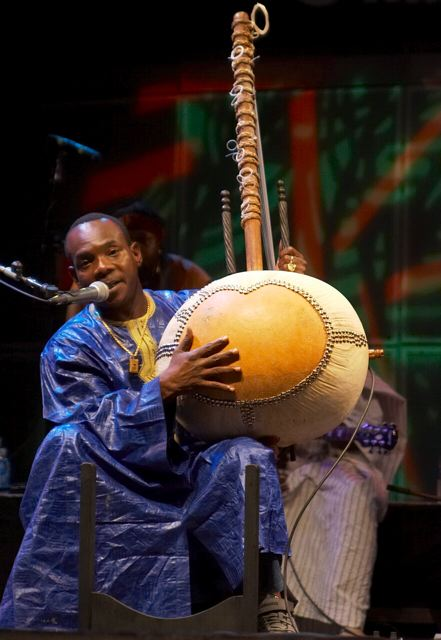
Aus einer Kalebasse gefertigte Stegharfe (kora)

- Kesseltrommeln in Afrika, Südamerika
- einige indische Zupftrommeln
- Musikbögen in Afrika, Asien, Südamerika
- Gefäßrasseln in Afrika wie die axatse und die daghumma, in Südamerika shékere und maracas
- Langhalslauten sitar und vina in Indien
- Spießgeige kabak-kemane in der Türkei
- Stegharfen kora und bolon in Westafrika
- Winkelharfe ardin in Mauretanien
- Einfachrohrblattinstrumente pungi, tarpu und rasem in Indien
- mehrere asiatische Mundorgeln wie hulusi in China, sumpotan in Borneo und rasem in Nordostindien
- Naturtrompeten aus einer oder mehreren Kalebassen: amakondera in Uganda und Ruanda, waza an der Grenze von Sudan und Äthiopien
- Güiro, Rainmaker
- Eine umgedreht in einem Wasserbecken schwimmende Kalebassen-Halbschale dient als Wassertrommel: In der Tendé-Musik im Norden des Niger heißt das mit Plastiksandalen geschlagene Perkussionsinstrument assekalabo. Bei den Fulbe wird eine gedundung mit Stöcken gespielt. Die Malinke-Wassertrommel ji dunu wird mit zwei Hälften von kleinen langhalsigen Kalebassen geschlagen, die sonst als Schöpflöffel verwendet werden.
- Balafon ist ein Xylophon mit Kalebassen als Resonanzkörper.
- Chipeni ist ein „singender Kürbis“. Einige Ethnien in der Provinz Katanga im Kongo blasen in eine große Kalebasse und erzeugen mit den Lippen Töne wie bei einer Trompete. Mit einer Hand schlagen sie gleichzeitig seitlich den Rhythmus.

### Sonstiger Gebrauch
- Nistbehälter für Vögel (in Nordamerika für Schwalben)
- Masken (Ozeanien)
- Tabakspfeife mit Einsatz aus Sepiolith (Synonym: Meerschaum)
- Käfige (China - Grillenkäfige und Vogelhäuser)
- Penisfutteral in Neuguinea

## Mythologische Bedeutungen von Kalebassen
Im chinesischen Feng Shui sind spezielle Kalebassen, sogenannte Hulus, ein wichtiges Hilfsmittel, um den Fluss des Qì zu harmonisieren. Kalebassen gelten in China auch traditionell als Symbol für die Langlebigkeit und werden z. B. als Motiv auf Neujahrskarten versandt.
In Afrika gelten die Kürbisgewächse teilweise aufgrund ihrer Form und Samenmenge als Symbol für die Gebärmutter und die Fruchtbarkeit der Frau.
Im Voodoo symbolisiert die Kalebasse das Universum: zwei gleichwertige Hälften, die untrennbar miteinander verbunden sind, repräsentieren Himmel und Erde. Daraus resultiert auch der Kult, süßes Fruchtbier der DjuDju-Priester (ghanaische Ursprünge des Voodoo-Kultes) in Kalebassen zu servieren.

## Sonstiges
Auch aus den Früchten des Kalebassenbaums (Crescentia cujete), der in Mittelamerika heimisch ist, werden Trinkgefäße hergestellt.
Die Soccer City, Finalaustragungsort der Fußball-WM 2010 in Johannesburg, wird wegen ihrer Architektur im Volksmund Kalebasse genannt.